# Matheus Diovany
Matheus Diovany Pechim Dos Santos (Luziânia, 10 februari 1994) is een Braziliaanse voetballer die bij voorkeur als centrale verdediger speelt.
In zijn geboorteland doorliep Matheus de jeugdopleiding van Coritiba FC. Na een stage bij VVV-Venlo in oktober 2011, werd hij in mei 2012 gecontracteerd door de Venlose eredivisionist. Vanwege fysieke problemen werd zijn eenjarige contract al in de winterstop van het seizoen 2012-13 voortijdig ontbonden en keerde hij terug naar Brazilië. In 2014 verkaste de verdediger samen met twee landgenoten naar Dayton Dutch Lions. Ook zijn avontuur bij de club uit de Amerikaanse USL Pro was slechts van korte duur. Na een jaar keerde Matheus alweer terug naar Brazilië.
Hij werd geselecteerd voor het Braziliaans voetbalelftal onder 17 maar viel af voor de selectie voor het Zuid-Amerikaans kampioenschap voetbal onder 17 - 2011.